# Antonio Dell'Oglio
Antonio Dell'Oglio (Milano, 19 giugno 1963) è un allenatore di calcio ed ex calciatore italiano.

## Carriera

### Giocatore
Di origini pugliesi, di Trani, Dell'Oglio è cresciuto nell'Inter, maturò esperienze in serie C2 con il Pavia e in C1 con il Trento prima di debuttare in serie A con l'Ascoli: dal 1983 al 1989 furono cinque le stagioni in A (119 presenze e 4 reti) e una in B (16 presenze).
Passato poi alla Fiorentina ivi disputò quattro campionati di A collezionando 81 presenze e 3 reti, raggiungendo anche la finale di Coppa UEFA 1989-90 persa contro la Juventus.
Quella di Firenze fu l'ultima esperienza di serie A di Dell'Oglio, che dal 1993 militò in Monza (serie B), Juve Stabia (due stagioni in C1), Turris (due volte, entrambe in C2) e di nuovo, per una stagione, Ascoli (in C1).
Dal 1999 fino al suo ritiro Dell'Oglio militò quasi esclusivamente in Puglia tra Taranto nei Dilettanti, Martina con cui vinse il campionato di serie D, Ostuni, Melfi (in Basilicata), con cui ottenne una nuova vittoria nel campionato di D, Altamura, Bitonto e infine di nuovo Ostuni, dove terminò la sua carriera agonistica.

### Dopo il ritiro
Dopo aver ricoperto il ruolo di team manager e consulente di mercato per il Melfi, nel 2006 assunse la carica di secondo di Raffaele Novelli alla Salernitana fino alle dimissioni dello stesso. Nel novembre 2007 è diventato l'allenatore della Juniores della Rappresentativa della Puglia.
Nella stagione 2008-09 è stato il vice di Massimo Silva alla guida del Brindisi, vincendo il campionato di serie D. L'anno successivo è diventato il vice di Raffaele Novelli al Sorrento.
In seguito è diventato il vice di Giuseppe Di Meo, seguendolo a partire dal 2013 nelle esperienze con Chieti (due volte), Termoli, Olympia Agnonese (due volte), San Marino e Gravina.Nel 2011 è vice allenatore a Giulianova , nel 2012 all'Andria e nel 2013 al Martina Franca
Nella stagione 2021-2022 ritorna sulla panchina dell'Olympia Agnonese, stavolta però come allenatore della prima squadra impegnata nel campionato molisano di Eccellenza e della formazione juniores, impegnata nel campionato molisano U19. Nella stagione 2022-2023 diventa allenatore della formazione U17della stessa società impegnata nel campionato Allievi regionali molisano. Dal luglio 2023 è vice allenatore al Miglianico-Lanciano e dal 2024 è nuovamente all' Olympia Agnonese.

## Palmarès

### Giocatore

#### Competizioni nazionali
- Serie B: 2

Ascoli: 1985-1986
Fiorentina: 1993-1994

#### Competizioni internazionali
- Coppa Mitropa: 1

Ascoli: 1986-1987